# Cerkiew św. Jana Kronsztadzkiego w Hamburgu
Cerkiew św. Jana Kronsztadzkiego – prawosławna cerkiew w Hamburgu, siedziba parafii Rosyjskiego Kościoła Prawosławnego.

## Historia
8 lipca 1906 położono kamień węgielny pod ewangelicko-luterański kościół Łaski (niem. Gnadenkirche), a poświęcono go 1 grudnia 1907. Dedykowanie kościoła Łasce Bożej było świadomym odniesieniem do jego lokalizacji pomiędzy sądami a więzieniem Holstenglacis. Budynek został zbudowany według projektu Fernando Lorenzena (1859–1917). Rzut kościoła oparty jest na krzyżu greckim (równoramiennym). Wzniesiony w stylu historyzmu budynek był inspirowany architekturą prawosławną, zwłaszcza gruzińską. Podczas II wojny światowej budynek został zniszczony. Ponownie otwarto go w 1947, kiedy to wspólnota parafialna St. Pauli-Nord uzyskała samodzielność. Poważne zmiany demograficzne datujące się od lat 60. i malejąca liczba wiernych wymusiły w 2002 połączenie się dotychczasowej parafii z parafią St. Pauli-Süd. Ponieważ znaczne koszty renowacji Kościoła Łaski przekroczyły możliwości finansowe wspólnoty, zaczęto rozpatrywać inne możliwości utrzymania go jako budowli sakralnej. Mając to na uwadze postanowiono w 2004 przekazać go Rosyjskiej Cerkwi Prawosławnej, czyniąc z tego gestu symbol ekumenicznego braterstwa. Wykonany z piaskowca ołtarz przeniesiono do kościoła św. Pawła.
Prawosławna wspólnota parafialna w Hamburgu pw. św. Jana Kronsztadzkiego została założona w 2001 i jest najmłodszą parafią Rosyjskiego Kościoła Prawosławnego w tym mieście. Wspólnota liczy obecnie około 2000 członków. Kościół został poświęcony według tradycji prawosławnej w dniu 30 maja 2007. Wydarzenie to, które przyciągnęło dużą liczbę osób, zbiegło się z 50. rocznicą partnerstwa Hamburga z Sankt Petersburgiem. Z Sankt Petersburga również pochodził patron cerkwi i wspólnoty parafialnej, święty Jan Kronsztadzki. Kościół otwarty jest codziennie od 10.00 do 15.00.

## Architektura
Unikatowa w architekturze zachodniej konstrukcja kościoła Łaski, jego zaokrąglone kształty i elementy zaczerpnięte z architektury romańskiej i gotyckiej przypominają zarazem styl architektoniczny bizantyjskich kościołów wschodnich. Podobieństwo to stało się większe w 2007, kiedy to pięć wieżyczek kościoła zwieńczono cebulastymi hełmami i krzyżami prawosławnymi.
Wewnątrz budynku kościoła dokonano kilku zmian w celu przystosowania go do wymogów prawosławnej liturgii i tradycji. Usunięto ze środka ławki i umieszczono je przy ścianach w bocznych nawach. Ambona znalazła się po lewej stronie ikonostasu. Przegrodę przed zakrystią postanowiono wykorzystać jako podstawowy element ikonostasu.
Zatrudniono najlepszych malarzy ikon z Moskwy w celu wykonania ikonografii kamiennej w nowej cerkwi. Ich śmiały projekt okazał się udany. Ikonostas wyróżnia się dodatkowo tym, że zawiera ikony trzech Niemców, którzy zostali kanonizowani w Rosyjskiej Cerkwi Prawosławnej: św. Prokopiusza z Ustiuga, początkowo hanzeatyckiego kupca z Lubeki, św. Elżbiety, niemieckiej księżniczki, która poślubiła gubernatora Moskwy, wielkiego księcia Sergiusza Romanowa, i przyjęła prawosławie. Była ona znana w całej Rosji z powodu swych dobrych uczynków i miłosierdzia. Zamordowana w 1918 przez bolszewików, została kanonizowana jako męczennica. Trzecim i chyba najważniejszym dla historii Hamburga świętym jest Ansgar, apostoł Północy i pierwszy biskup Hamburga, znany również w Kościele Wschodnim.